# 이기한 (1630년)
이기한(李起漢, 1630년 - 1691년)은 조선 중기의 문신으로 종실 진계부정 이윤경(晋溪副正 李潤慶)의 장남이다.

## 생애
조선 중기의 문신으로 본관은 전주, 휘는 기한(起漢), 초명은 창현(昌賢), 자는 여정(汝挺)이다. 덕흥대원군의 현손이며, 제14대 선조의 백형 왕손 호성원종2등공신(扈聖原從二等功臣) 의헌공(懿獻公) 하원군 이정(河原君 李鋥)의 증손이고, 종실 호성원종2등공신(扈聖原從二等功臣) 익성군 이향령(益城君 李享齡)의 손자이다. 아버지는 종실 [[진계부정|진계부정 이윤경(晋溪副正 李潤慶)이며, 어머니는 동지(同知) 광주인(光州人) 김명세(金命世)의 딸로 신인 광주김씨(愼人 光州金氏)이다.
부인은 도사(都事) 증 참판(參判) 안동인(安東人) 권순정(權順正)의 딸로 숙인 안동권씨(淑人 安東權氏)이다.
진계부정의 장남으로 1630년(인조 8) 12월 24일 탄생하여 익산(益山)에서 거주하였다. 임진(壬辰) 1652년(효종 3) 증광시(增廣試) 진사 2등(二等) 19위에 급제하여 참봉(參奉)을 지냈다.
병인(丙寅) 1686년(숙종 12) 문과 별시(別試) 병과(丙科) 2위에 급제하고, 이해 1월 10일 선공 봉사(繕工奉事)에 제수되었다가 이해 11월 25일 성균관 전적(成均館典籍)에 제수되고, 이해 12월 22일 예조 좌랑(禮曹佐郞)에 제수되었다.
1687년(숙종 13) 5월 12일 병조 좌랑(兵曹佐郞)에 제수되었다.
1688년(숙종 14) 6월 1일 직첩(職牒)을 환급(還給)받고 이해 8월 2일 성균관 직강(成均館直講)에 제수되어 이해 8월 6일 사은(謝恩) 받았다. 이해 12월 20일 예조 정랑(禮曹正郞)에 제수되고, 이해 12월 21일 사은(謝恩) 받았다.
1689년(숙종 15) 1월 16일 성균관 사예(成均館司藝)에 제수되었다. 이해 2월 10일 제주 판관(濟州判官)에 제수되었으나 이해 3월 6일 이비(吏批)에서 노비(奴婢)가 17구(口) 이상 부임할 곳에 있어 법례에 따라 개차(改差)할 것을 청하여 이해 10월 20일 다시 성균관 사예(成均館司藝)에 제수되었다.
1690년(숙종 16) 2월 12일 양산 군수(梁山郡守)에 제수되었다.
1691년(숙종 17) 3월 11일 양산 군수(梁山郡守)에서 파출(罷黜)하고, 후임을 해조(該曹)에서 구전차출(口傳差出)하게 하라 전교하고, 이해 4월 17일 의금부(義禁府)에서 연일 현감(延日縣監) 손단(孫湍), 인동 부사(仁同府使) 양현망(楊顯望) 등과 즉시 나수(拿囚)하길 청하여 나수(拿囚)되었으나 이해 4월 26일 의금부(義禁府)에서 병이 위중하여 변통(變通) 처리할지를 묻고, 이해 6월 23일 다시 의금부(義禁府)에서 수조(收租)를 마감(磨勘)한 후 결수(結數)를 가득(加得)하고, 상사(上司)에 보고하지 않은 죄목으로 결장(決杖)을 청하여 부여 용전역(扶餘 龍田驛)에 도 2년(徒二年) 정배(定配)되었다가 이해 12월 1일 배소(配所)에서 향년 62세로 별세하여 가야곡면(可也谷面) 두월리 매화산 경좌(庚坐)로 장사지냈다.
1699년(숙종 25) 1월 10일 민진장(閔鎭長) 등이 입시하여 석방되기 전에 죽은 죄인 등의 품정(稟定)과 제향(祭享)에 필요한 공물(貢物)의 마련에 대해 논의하여 직첩 환급(職牒還給)되었다. 저서로는 임자사화-사예공수기(壬子禍變-司藝公手記) 등이 있다.
현재 묘소는 충남 논산시 가야곡면(可也谷面) 두월리 매화산 충청남도 유형문화재 제86호 익성군신도비및무석으로 지정된 익성군 묘 권역에 있다.

## 저서
- 임자사화-사예공수기(壬子禍變-司藝公手記)